# Arthur Lindo Patterson
Arthur Lindo Patterson (ur. 23 lipca 1902 w Nelson w Nowej Zelandii, zm. 6 listopada 1966 w Filadelfii) – krystalograf. Urodził się w Nowej Zelandii jako Brytyjczyk, potem pracował w Kanadzie, Wielkiej Brytanii, Niemczech i USA.
W roku 1934 wyprowadził nazwaną od jego nazwiska funkcję Pattersona, która umożliwia rozwiązanie problemu fazowego w rentgenografii dla struktur zawierających atom pierwiastka ciężkiego.